# Briefmarken-Jahrgang 1975 der Deutschen Post der DDR
Der Briefmarken-Jahrgang 1975 der Deutschen Post der Deutschen Demokratischen Republik umfasste 77 einzelne Sondermarken, zwei Briefmarkenblocks mit jeweils einer Sondermarke und zwei Kleinbogen mit zusammen neun Sondermarken. Sechs Briefmarken wurden zusammenhängend gedruckt. In diesem Jahr wurde eine Dauermarke ausgegeben. Insgesamt erschienen 95 Motive.
Alle Briefmarken-Ausgaben seit 1964 sowie die 2-Mark-Werte der Dauermarkenserie Präsident Wilhelm Pieck und die bereits seit 1961 erschienene Dauermarkenserie Staatsratsvorsitzender Walter Ulbricht waren ursprünglich unbegrenzt frankaturgültig. Mit der Wiedervereinigung verloren alle Marken nach dem 2. Oktober 1990 ihre Gültigkeit.

## Liste der Ausgaben und Motive
Legende
- Bild: Eine bearbeitete Abbildung der genannten Marke. Das Verhältnis der Größe der Briefmarken zueinander ist in diesem Artikel annähernd maßstabsgerecht dargestellt. Sollten keine Marken abgebildet sein, liegt es daran, dass das Urheberrecht des Künstlers noch nicht erloschen ist.
- Beschreibung: Eine Kurzbeschreibung des Motivs und/oder des Ausgabegrundes. Bei ausgegebenen Serien oder Blocks werden die zusammengehörigen Beschreibungen mit einer Markierung versehen eingerückt.
- Wert: Der Frankaturwert der einzelnen Marke in Pfennig. Ein „+“ bedeutet, dass es sich um eine Zuschlagsmarke handelt (= Frankaturwert + Spende).
- Ausgabedatum: Das Datum des erstmaligen Verkaufs dieser Briefmarke.
- Auflage: Soweit bekannt, wird hier die zum Verkauf angebotene Anzahl dieser Ausgabe angegeben.
- Entwurf: Soweit bekannt, wird hier angegeben, von wem der Entwurf dieser Marke stammt.
- Mi.-Nr.: Diese Briefmarke wird im Michel-Katalog unter der entsprechenden Nummer gelistet.

| Sondermarken | |      |                       |            |                                                            |         |
| Bild         | Beschreibung | Wert | Ausgabe- datum (1975) | Auflage    | Entwurf                                                    | Mi.-Nr. |
|              | Persönlichkeiten der deutschen Arbeiterbewegung (III) Martha Arendsee (1885–1953), Mitbegründerin des NKFD | 10   | 14. Januar            | 8.000.000  | Gerhard Stauf                                              | 2012    |
|              | 450. Jahrestag des Deutschen Bauernkrieges Diese und die folgenden fünf Marken wurden zusammen als Kleinbogen ausgegeben: - Bauern bei der Fronarbeit                                                                                             | 5    | 11. Februar           | 2.000.000  | Müller                                                     | 2013    |
|              | - Bauern bei der Abgabe des Zehnten | 10   | 11. Februar           | 2.000.000  | Müller                                                     | 2014    |
|              | - Thomas Müntzer, Theologe und Revolutionär, Anführer im Bauernkrieg in Thüringen | 20   | 11. Februar           | 2.000.000  | Müller                                                     | 2015    |
|              | - Revolutionäre Bauern | 25   | 11. Februar           | 2.000.000  | Müller                                                     | 2016    |
|              | - Revolutionärer Bauer mit Sturmfahne | 35   | 11. Februar           | 2.000.000  | Müller                                                     | 2017    |
|              | - Bauer vor Gericht | 50   | 11. Februar           | 2.000.000  | Müller                                                     | 2018    |
|              | Internationales Jahr der Frau Die folgenden drei Marken wurden als Zusammendruck ausgegeben: - Frauen verschiedener Nationen, Emblem der UNO für das Internationale Jahr der Frau                                                                 | 10   | 25. Februar           | 4.000.000  | Joachim Rieß                                               | 2019    |
|              | - Frauen verschiedener Nationen, Emblem der UNO für das Internationale Jahr der Frau | 20   | 25. Februar           | 4.000.000  | Joachim Rieß                                               | 2020    |
|              | - Frauen verschiedener Nationen, Emblem der UNO für das Internationale Jahr der Frau | 25   | 25. Februar           | 4.000.000  | Joachim Rieß                                               | 2021    |
|              | Leipziger Frühjahrsmesse - Mikrofilm-Aufnahmekamera „PENTAKTA A 100“ | 10   | 4. März               | 8.000.000  | Jochen Bertholdt                                           | 2023    |
|              | - SKET-Zementwerk nach dem Trockenverfahren | 25   | 4. März               | 4.500.000  | Jochen Bertholdt                                           | 2024    |
|              | Bedeutende Persönlichkeiten (III) - Hans Otto (1900–1933), Schauspieler | 5    | 18. März              | 4.500.000  | Gerhard Stauf                                              | 2025    |
|              | - Thomas Mann (1875–1955), Schriftsteller und Nobelpreisträger | 10   | 18. März              | 15.000.000 | Gerhard Stauf                                              | 2026    |
|              | - Albert Schweitzer (1875–1965), Missionsarzt, Theologe, Musiker und Nobelpreisträger | 20   | 18. März              | 7.000.000  | Gerhard Stauf                                              | 2027    |
|              | - Michelangelo (1475–1564), Bildhauer, Maler, Baumeister und Dichter | 25   | 18. März              | 4.000.000  | Gerhard Stauf                                              | 2028    |
|              | - André-Marie Ampère (1775–1836), Mathematiker und Physiker | 35   | 18. März              | 2.000.000  | Gerhard Stauf                                              | 2029    |
|              | Zootiere - Ararauna (Ara ararauna) | 5    | 25. März              | 5.000.000  | Reiner Zieger                                              | 2030    |
|              | - Orang-Utan (Pongo pygmaeus) | 10   | 25. März              | 15.000.000 | Reiner Zieger                                              | 2031    |
|              | - Sibirischer Steinbock (Capra ibex sibirica) | 15   | 25. März              | 5.000.000  | Reiner Zieger                                              | 2032    |
|              | - Panzernashorn (Rhinoceros unicornis) | 20   | 25. März              | 7.000.000  | Reiner Zieger                                              | 2033    |
|              | - Zwergflusspferd (Choeropsis liberiensis) | 25   | 25. März              | 4.000.000  | Reiner Zieger                                              | 2034    |
|              | - Kegelrobbe (Halichoerus grypus) | 30   | 25. März              | 4.000.000  | Reiner Zieger                                              | 2035    |
|              | - Sibirischer Tiger (Panthera tigris altaica) | 35   | 25. März              | 4.000.000  | Reiner Zieger                                              | 2036    |
|              | - Böhm-Zebra (Equus quagga boehmi) | 50   | 25. März              | 2.000.000  | Reiner Zieger                                              | 2037    |
|              | 30. Jahrestag der Befreiung vom Faschismus - Sowjetisches Ehrenmal, Berlin-Treptow | 10   | 6. Mai                | 6.000.000  | Hans Detlefsen                                             | 2038    |
|              | - Denkmalgruppe in der Nationalen Mahn- und Gedenkstätte Buchenwald (Detail); von Fritz Cremer | 20   | 6. Mai                | 6.000.000  | Hans Detlefsen                                             | 2039    |
|              | - Aufbauhelferin; Denkmal von Fritz Cremer | 25   | 6. Mai                | 4.000.000  | Hans Detlefsen                                             | 2040    |
|              | - Arbeiter und Soldaten; RGW-Gebäude, Moskau | 35   | 6. Mai                | 2.000.000  | Hans Detlefsen                                             | 2041    |
|              | Diese Marke wurde als geschnittener Briefmarkenblock ausgegeben: - Soldat der Roten Armee hisst die Rote Fahne auf dem Reichstagsgebäude in Berlin                                                                                                | 50   | 6. Mai                | 2.000.000  | Hans Detlefsen                                             | 2042    |
|              | 20 Jahre Warschauer Vertrag Soldaten der Sowjetarmee und der Nationalen Volksarmee der DDR, Industrieanlagen | 20   | 6. Mai                | 7.000.000  | Manfred Gottschall                                         | 2043    |
|              | Festival der Freundschaft der Jugend der UdSSR und der DDR, Halle/Saale Verschlungene Fahnenbänder, Abzeichen des Komsomol und der FDJ | 10   | 13. Mai               | 6.000.000  | Hans Detlefsen                                             | 2044    |
|              | Leuchttürme, Leit-, Leucht- und Molenfeuer - Leitfeuer Timmendorf (erbaut 1872) | 5    | 13. Mai               | 5.500.000  | Jochen Bertholdt                                           | 2045    |
|              | - Leuchtturm Gellen (erbaut 1905) | 10   | 13. Mai               | 15.000.000 | Jochen Bertholdt                                           | 2046    |
|              | - Molenfeuer Sassnitz (erbaut 1904) | 20   | 13. Mai               | 8.000.000  | Jochen Bertholdt                                           | 2047    |
|              | - Leuchtturm Dornbusch (erbaut 1888) | 25   | 13. Mai               | 5.500.000  | Jochen Bertholdt                                           | 2048    |
|              | - Leitfeuer Peenemünde (erbaut 1954) | 35   | 13. Mai               | 2.000.000  | Jochen Bertholdt                                           | 2049    |
|              | 100. Jahrestag des Zusammenschlusses der SDAP und des ADAVs zur SAPD, 100. Jahrestag der Veröffentlichung der Programmkritik durch Karl Marx Die folgenden drei Marken wurden als Zusammendruck ausgegeben: - Wilhelm Liebknecht und August Bebel | 10   | 21. Mai               | 3.000.000  | Joachim Rieß                                               | 2050    |
|              | - Tagungsstätte des Vereinigungskongresses „Tivoli“, Gotha; Titelseite des Protokolls | 20   | 21. Mai               | 3.000.000  | Joachim Rieß                                               | 2051    |
|              | - Karl Marx und Friedrich Engels | 25   | 21. Mai               | 3.000.000  | Joachim Rieß                                               | 2052    |
|              | 25 Jahre Eisenhüttenstadt Wissenschaftliche Zusammenarbeit der sozialistischen Länder, Mosaik von Walter Womacka | 20   | 10. Juni              | 7.000.000  | Gerhard Voigt                                              | 2053    |
|              | 30 Jahre Freier Deutscher Gewerkschaftsbund (FDGB) Bauarbeiter, Neubauten, FDGB-Abzeichen | 20   | 10. Juni              | 8.000.000  | Hans Detlefsen                                             | 2054    |
|              | Alte Uhren - Automatenuhr (Türmchenuhr) von Paulus Schuster (1585) | 5    | 24. Juni              | 5.000.000  | Dietrich Dorfstecher und Ziratzki, nach Fotos von Reinhold | 2055    |
|              | - Astronomische Stutzuhr eines Augsburger Meisters (um 1560) | 10   | 24. Juni              | 10.000.000 | Dietrich Dorfstecher und Ziratzki, nach Fotos von Reinhold | 2056    |
|              | - Tafelaufsatz-Automatenuhr von Hans Schlottheim (um 1600) | 15   | 24. Juni              | 2.000.000  | Dietrich Dorfstecher und Ziratzki, nach Fotos von Reinhold | 2057    |
|              | - Stutzuhr (Hubertusuhr) von Johann Heinrich Köhler und J. P. Graupner (um 1720) | 20   | 24. Juni              | 8.000.000  | Dietrich Dorfstecher und Ziratzki, nach Fotos von Reinhold | 2058    |
|              | - Stutzuhr von Johann Heinrich Köhler (um 1700) | 25   | 24. Juni              | 4.000.000  | Dietrich Dorfstecher und Ziratzki, nach Fotos von Reinhold | 2059    |
|              | - Geographisch-astronomische Kunstuhr von Johannes Klein (1738) | 35   | 24. Juni              | 3.500.000  | Dietrich Dorfstecher und Ziratzki, nach Fotos von Reinhold | 2060    |
|              | 275 Jahre Akademie der Wissenschaften, Berlin - Deutsches Wörterbuch von Jakob und Wilhelm Grimm | 10   | 2. Juli               | 9.000.000  | Axel Bengs                                                 | 2061    |
|              | - Karl-Schwarzschild-Observatorium, Tautenburg bei Jena | 20   | 2. Juli               | 7.000.000  | Axel Bengs                                                 | 2062    |
|              | - „Theoria cum praxi“ (Theorie und Praxis): Elektronenmikroskop und Chemieanlage | 25   | 2. Juli               | 5.000.000  | Axel Bengs                                                 | 2063    |
|              | - Satellit Interkosmos 10 | 35   | 2. Juli               | 2.000.000  | Axel Bengs                                                 | 2064    |
|              | Kinder- und Jugendspartakiade, Berlin - Fackellauf | 10   | 15. Juli              | 9.000.000  | Bremer                                                     | 2065    |
|              | - Hürdenlauf | 20   | 15. Juli              | 8.000.000  | Bremer                                                     | 2066    |
|              | - Schwimmen | 25   | 15. Juli              | 5.000.000  | Bremer                                                     | 2067    |
|              | - Turnen am Schwebebalken | 35   | 15. Juli              | 2.000.000  | Bremer                                                     | 2068    |
|              | Unterzeichnung der Schlußakte der Konferenz über Sicherheit und Zusammenarbeit in Europa (KSZE), Helsinki Landkarte von Europa | 20   | 30. Juli              | 6.000.000  | Jochen Bertholdt                                           | 2069    |
|              | Blumenzüchtungen - Sommeraster (Callistephus chinensis), „Meisteraster“ „Harzgruß“ | 5    | 19. August            | 6.000.000  | Horst Naumann                                              | 2070    |
|              | - Pelargonie (Pelargonium zonale), „PAC-Mini-Pelargonie“ | 10   | 19. August            | 14.000.000 | Horst Naumann                                              | 2071    |
|              | - Gerbera (Gerbera jamesonii), „Auriga“, „Markal“ | 20   | 19. August            | 8.000.000  | Horst Naumann                                              | 2072    |
|              | - Gartennelke (Dianthus caryophyllus), „Barter Frühling“ | 25   | 19. August            | 4.500.000  | Horst Naumann                                              | 2073    |
|              | - Chrysanthemen (Chrysanthemum indicum), „Ziero“ | 35   | 19. August            | 4.500.000  | Horst Naumann                                              | 2074    |
|              | - Gartenstiefmütterchen (Viola wittrockiana) | 70   | 19. August            | 2.000.000  | Horst Naumann                                              | 2075    |
|              | Leipziger Herbstmesse - Universalnarkoseeinheit „Medimorph“ | 10   | 28. August            | 7.000.000  | Jochen Bertholdt                                           | 2076    |
|              | - Motorrad IFA „MZ TS 250“ | 25   | 28. August            | 4.500.000  | Jochen Bertholdt                                           | 2077    |
|              | Sicherheit im Straßenverkehr (III) - Schülerlotse | 10   | 9. September          | 15.000.000 | Joachim Rieß                                               | 2078    |
|              | - Verkehrsregelung durch die Volkspolizei | 15   | 9. September          | 2.000.000  | Joachim Rieß                                               | 2079    |
|              | - Verkehrspolizist im operativen Dienst, Verkehrssicherheitsplakette | 20   | 9. September          | 8.000.000  | Joachim Rieß                                               | 2080    |
|              | - Technische Kfz-Überprüfung | 25   | 9. September          | 5.000.000  | Joachim Rieß                                               | 2081    |
|              | - Verkehrsunterricht | 35   | 9. September          | 4.500.000  | Joachim Rieß                                               | 2082    |
|              | Sowjetisch-amerikanisches Raumfahrtunternehmen Sojus-Apollo - Raumkapsel Sojus beim Start | 10   | 15. September         | 6.000.000  | Jochen Bertholdt                                           | 2083    |
|              | - Annäherungsmanöver | 20   | 15. September         | 6.000.000  | Jochen Bertholdt                                           | 2084    |
|              | - Kopplungsmanöver Sojus 19-Apollo 18 | 70   | 15. September         | 2.000.000  | Jochen Bertholdt                                           | 2085    |
|              | 1000 Jahre Weimar - Stadtansicht um 1650: Kupferstich von Matthäus Merian d. Ä. | 10   | 23. September         | 9.000.000  | Dietrich Dorfstecher                                       | 2086    |
|              | - Denkmal in der Mahn- und Gedenkstätte Buchenwald bei Weimar | 20   | 23. September         | 7.000.000  | Dietrich Dorfstecher                                       | 2087    |
|              | - Historische und moderne Gebäude in Weimar | 35   | 23. September         | 2.000.000  | Dietrich Dorfstecher                                       | 2088    |
|              | Internationale Solidarität Erhobene Faust, Roter Stern | 10+5 | 23. September         | 3.500.000  | Manfred Gottschall                                         | 2089    |
|              | Welt-Braille-Jahr, 150 Jahre Braille-Blindenschrift - Louis Braille, französischer Blindenlehrer und Kirchenorganist; Blindenschriftraster | 20   | 14. Oktober           | 7.000.000  | Manfred Gottschall                                         | 2090    |
|              | - Hände lesen das Wort Braille in Blindenschrift | 35   | 14. Oktober           | 4.500.000  | Manfred Gottschall                                         | 2091    |
|              | - Auge (Querschnitt), Schutzbrille | 50   | 14. Oktober           | 2.000.000  | Manfred Gottschall                                         | 2092    |
|              | Internationale Mahn- und Gedenkstätten Figur von Fritz Cremer, Mahnmal auf dem Zentralfriedhof Wien | 35   | 14. Oktober           | 3.500.000  | Lothar Grünewald                                           | 2093    |
|              | Tag der Philatelisten - Restauriertes Posttor, Wurzen (1734) | 10+5 | 21. Oktober           | 3.000.000  | Joachim Rieß                                               | 2094    |
|              | - Neues Postamt Bärenfels (Osterzgebirge) | 20   | 21. Oktober           | 6.000.000  | Joachim Rieß                                               | 2095    |
|              | Märchen (X): Des Kaisers neue Kleider Diese und die folgenden zwei Marken wurden zusammen als Kleinbogen ausgegeben: - Szene aus dem Märchen | 20   | 18. November          | 2.000.000  | Bläser                                                     | 2096    |
|              | - Szene aus dem Märchen | 35   | 18. November          | 2.000.000  | Bläser                                                     | 2097    |
|              | - Szene aus dem Märchen | 50   | 18. November          | 2.000.000  | Bläser                                                     | 2098    |
|              | Olympische Winterspiele 1976, Innsbruck - Massen-Rodelwettkämpfe | 5    | 2. Dezember           | 4.500.000  | Joachim Rieß                                               | 2099    |
|              | - Rennrodelbahn Oberhof | 10+5 | 2. Dezember           | 4.500.000  | Joachim Rieß                                               | 2100    |
|              | - Eisschnelllaufbahn Berlin | 20   | 2. Dezember           | 7.000.000  | Joachim Rieß                                               | 2101    |
|              | - Skisprung-Schanze am Rennsteig, Oberhof | 25+5 | 2. Dezember           | 4.000.000  | Joachim Rieß                                               | 2102    |
|              | - Eissporthalle Chemnitz (Karl-Marx-Stadt) | 35   | 2. Dezember           | 4.000.000  | Joachim Rieß                                               | 2103    |
|              | - Massen-Skilanglauf, Schmiedefeld | 70   | 2. Dezember           | 2.000.000  | Joachim Rieß                                               | 2104    |
|              | Diese Marke wurde als Briefmarkenblock ausgegeben: - Ansicht von Innsbruck und Umgebung | 1 M  | 2. Dezember           | 2.000.000  | Joachim Rieß                                               | 2105    |
|              | Persönlichkeiten der deutschen Arbeiterbewegung (IV) - Wilhelm Pieck (1876–1960), erster Präsident der DDR | 10   | 30. Dezember          | 12.000.000 | Gerhard Stauf                                              | 2106    |
| Dauermarken  | |      |                       |            |                                                            |         |
| Bild         | Beschreibung | Wert | Ausgabe- datum (1975) | Auflage    | Entwurf                                                    | Mi.-Nr. |
|              | Aufbau in der DDR, Kleinformat (IV) Alexanderplatz, Berlin | 25   | 4. März               | unbekannt  | Manfred Gottschall                                         | 2022    |

### Kleinbogen und Zusammendrucke

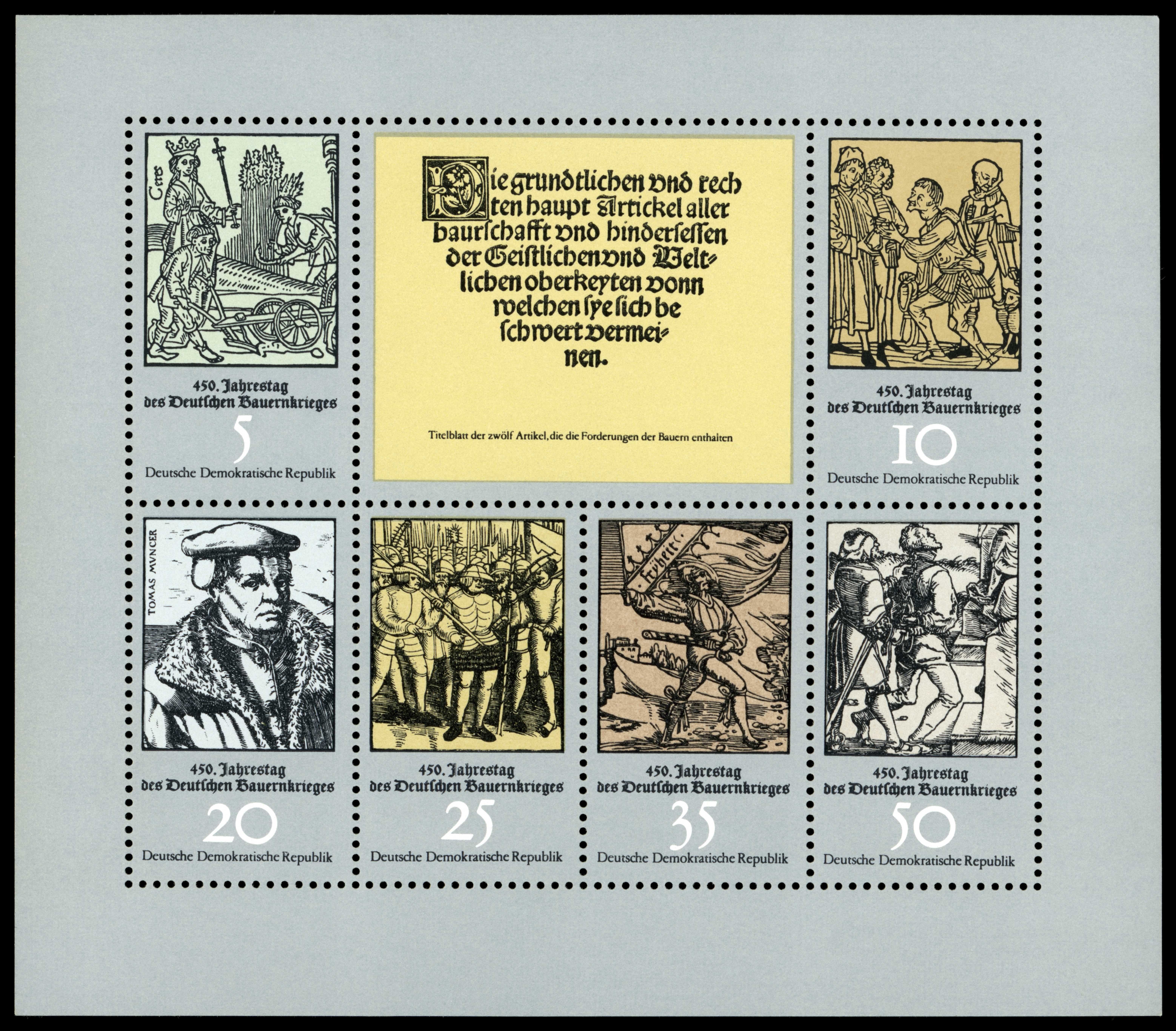
450. Jahrestag des Deutschen Bauernkrieges